# Palais-Royal

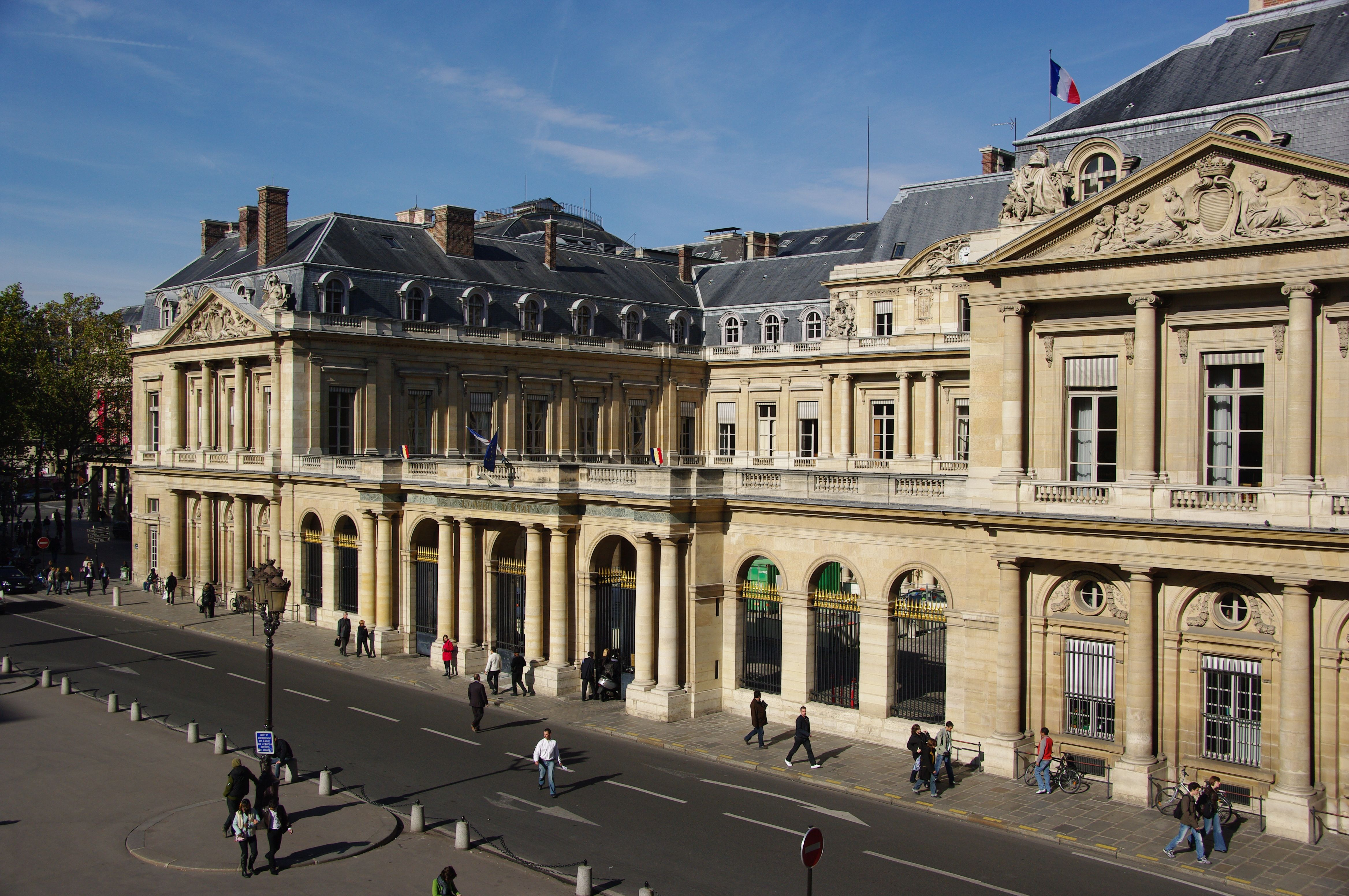
Het Palais-Royal

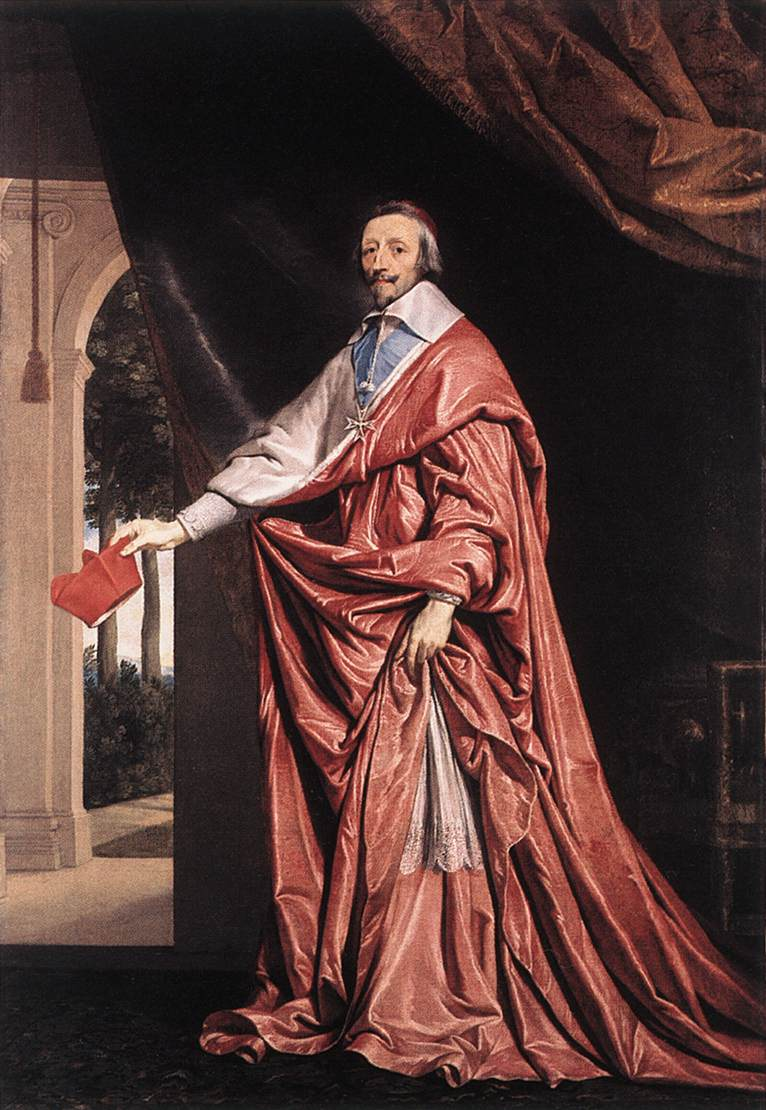
Kardinaal de Richelieu

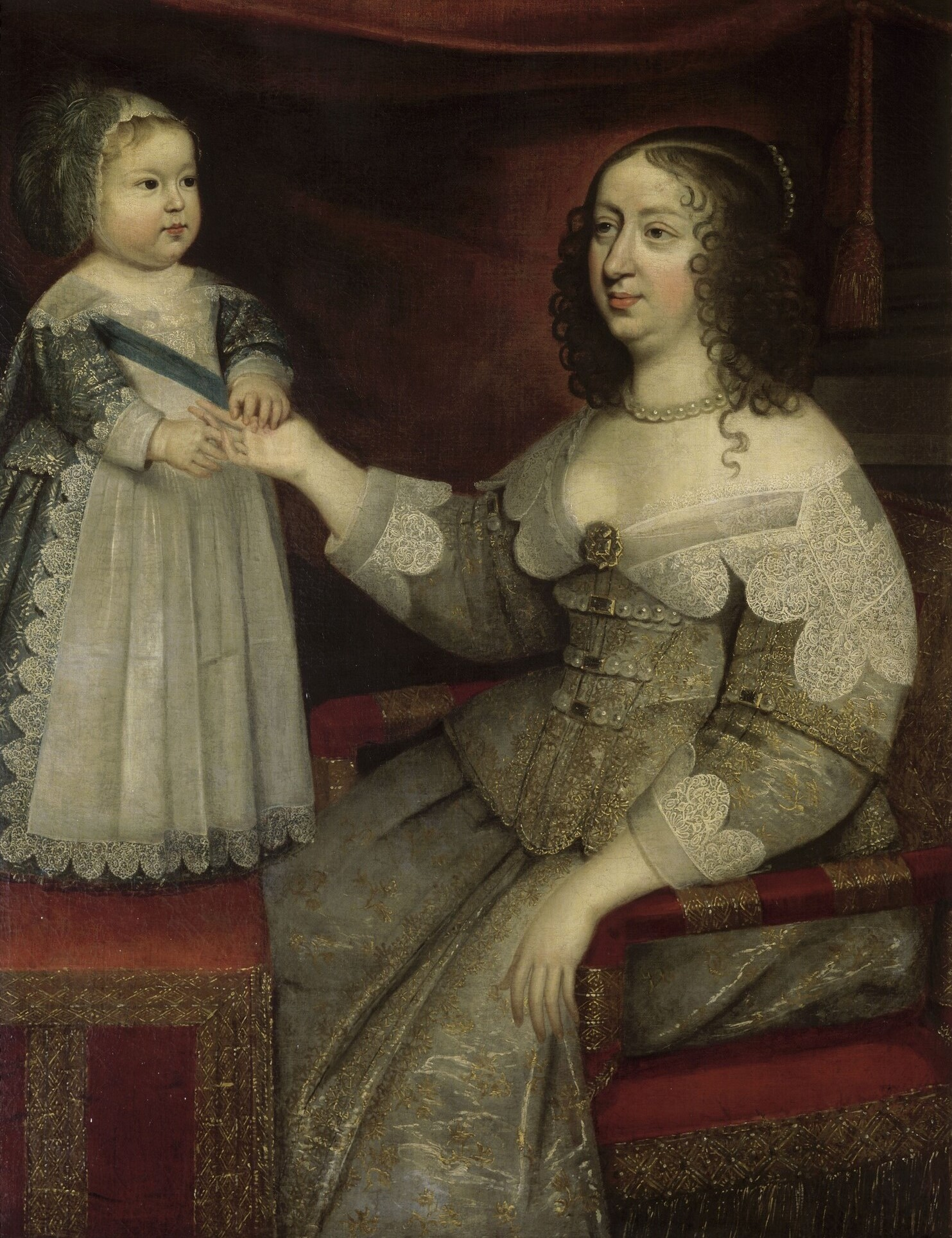
Lodewijk XIV met zijn moeder Anna van Oostenrijk

Het Palais-Royal is een paleis in het centrum van Parijs (1ste arrondissement), vlak naast het Louvre. Het is een heel gebouwencomplex in classicistische stijl en omvat een theater en een tuin omringd door zuilengalerijen.
Het Franse Ministerie van Cultuur, de Franse Raad van State en de Grondwettelijke Raad zijn erin ondergebracht, terwijl het theater gebruikt wordt door de Comédie-Française.

## Palais-Cardinal
In 1624 kocht de machtige eerste minister kardinaal de Richelieu op die plaats een herenhuis met een stuk grond dat zich uitstrekte tot de oude stadsmuur van Karel V. Op die manier kon hij wonen nabij het Louvre, toen de belangrijkste koninklijke residentie.
In 1632 gaf de kardinaal opdracht aan de architect Jacques Lemercier het gebouw uit te breiden tot een echt paleis. De Parijzenaars gaven het nieuwe gebouw al snel de naam Palais-Cardinal.
In 1636 bepaalde hij dat het na zijn dood eigendom van de Franse kroon zou worden, op voorwaarde dat het nooit zou worden verkocht of weggeschonken.

## Residentie van Lodewijk XIV
Richelieu overleed in 1642. Het jaar daarop stierf ook koning Lodewijk XIII, waarop diens weduwe, koningin-regentes Anna van Oostenrijk, het Louvre verliet en met haar kinderen haar intrek nam in het Palais-Cardinal, dat veel meer comfort had. De aanwezigheid van de tuin was ook aangenaam voor haar kinderen, waaronder de toen vijfjarige koning Lodewijk XIV
De bevolking begon daarop de naam Palais-Royal te gebruiken.
Door de opstand van de Fronde moest de koninklijke familie 1648 het gebouw ijlings verlaten om zich in de buurt van Parijs te vestigen. Bij een nieuwe oproer, in 1651, viel het volk het paleis binnen om de jonge koning te zien.
Vanaf 1660 stelde Lodewijk XIV de toneelzaal die Richelieu had laten aanleggen, open voor het publiek. Molière speelde er met zijn gezelschap bijna al zijn toneelstukken. Nadien werd de zaal gebruikt om de opera's van Lully op te voeren.

## Het Huis Orléans
Toen Lodewijk XIV in 1661 opnieuw naar het Louvre verhuisde, liet hij het Palais-Royal gebruiken door zijn broer Filips, hertog van Orléans. Naar aanleiding van het huwelijk van diens zoon Filips II van Orléans met zijn eigen bastaarddochter Mademoiselle de Blois schonk de koning in 1692 het paleis als erfelijke apanage aan de hertogen van Orléans, waarmee hij de wilsbeschikking van Richelieu naast zich neer legde.
Een deel van de tuinen was inmiddels bebouwd met hôtels particuliers van welgestelden. Vanaf 1684 werd hier onder leiding van Jules Hardouin-Mansart de Place des Victoires aangelegd, een van de vijf koninklijke pleinen van Parijs.
Filips II van Orléans was na de dood van Lodewijk XIV regent van 1715 tot 1723, tijdens de minderjarigheid van Lodewijk XV. Deze Filips was een hoogbegaafd maar ook uiterst losbandig persoon. Hij was befaamd om zijn soupers en liet een deel van het paleis herinrichten in de naar hem genoemde régence-stijl.
Onder de latere hertogen van Orléans vonden er nog aanzienlijke veranderingen plaats. Nadat de operazaal in 1763 door brand werd verwoest, kwam er een volledige heropbouw, waarbij een nieuwe schouwburg werd aangelegd.
De laatste grote verbouwingen vonden plaats vanaf 1780 in opdracht van hertog Lodewijk Filips II van Orléans. Om winst te halen uit het onroerend goed gaf hij architect Victor Louis opdracht om aan drie zijden van de tuin huurpanden met identieke gevels boven winkelgalerijen te bouwen. De tuin werd opengesteld voor het publiek. Daardoor werd het Palais-Royal een echt winkelcentrum en uitgaansbuurt, met cafés en restaurants, maar ook bordelen. De hertog huurde Zwitserse soldaten in voor de beveiliging en ontzegde de Parijse politie de toegang tot het terrein, dat op die manier een soort vrijplaats werd. De hertog moest echter een deel van de nieuwe gebouwen verkopen omdat de huur onvoldoende opbracht.
Tijdens de Franse Revolutie vonden in en rond het Palais-Royal belangrijke massabijeenkomsten plaats, zoals op 12 juli 1789, die het begin vormde van de opstand die tot de bestorming van de Bastille zou leiden. De hertog van Orléans, die achter de revolutie stond, moedigde deze bijeenkomsten aan. Bij de val van de monarchie in 1792 nam hij de naam Philippe Égalité aan en herdoopte het paleis in Palais-Égalité. Maar uiteindelijk werd hijzelf er op 2 april 1793 gearresteerd en op 6 november terechtgesteld, waarop het paleis staatseigendom werd. In de winkelgalerijen werden nu speelholen en bordelen gevestigd, waardoor de buurt een slechte reputatie kreeg.

## Na de Franse Revolutie

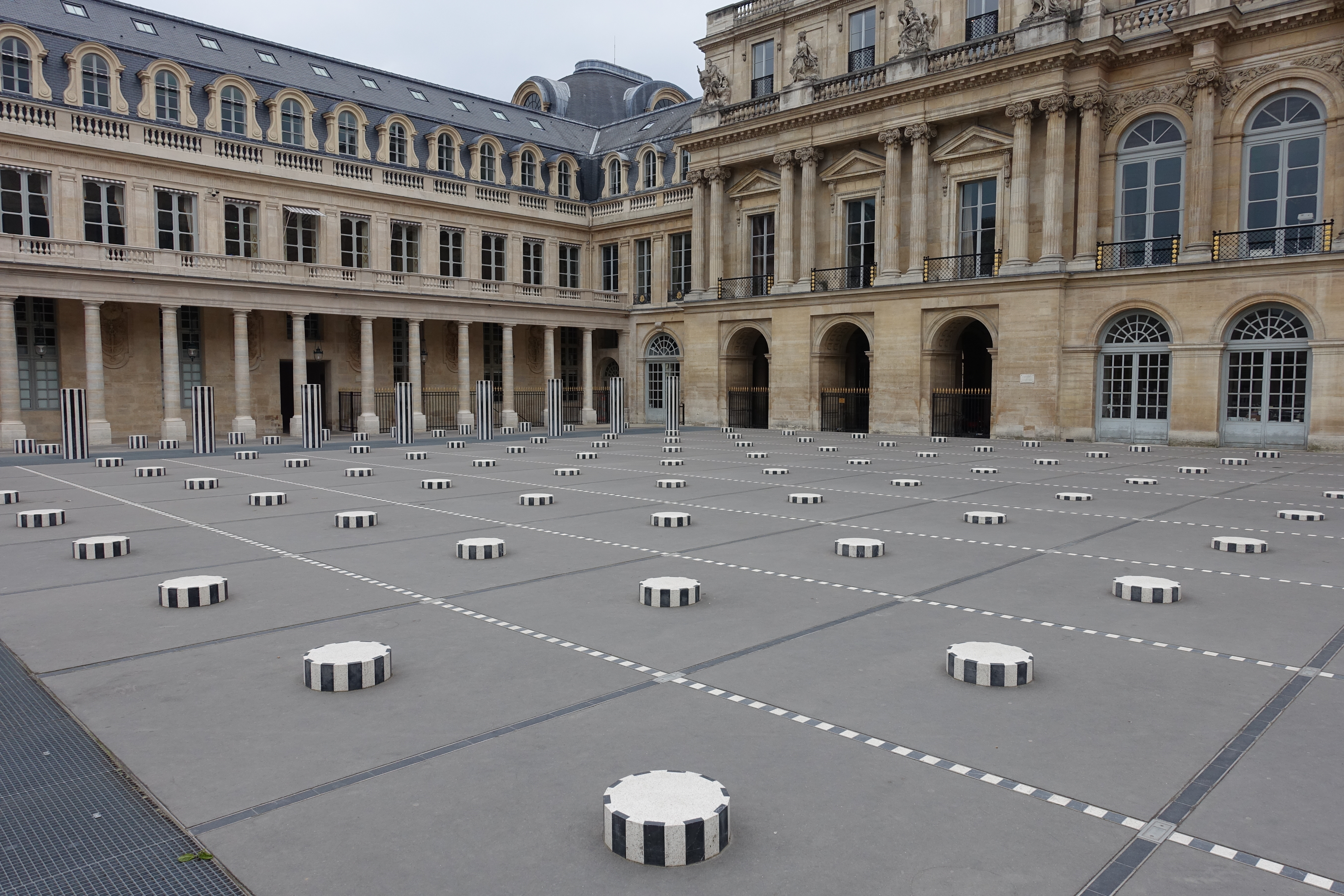
Colonnes de Buren

Onder het Directoire en later het Consulaat werd het Palais-Égalité gebruikt voor een van de kamers van het parlement. Vanaf 1799 werd de schouwburg de vaste zetel van de Comédie-Française.
In 1814, bij de restauratie van het koningschap, kreeg de hertog van Orléans (ditmaal Lodewijk Filips, de zoon van Philippe Égalité) het paleis terug. De galerijen bleven een centrum van kansspelen en prostitutie. Bij de Julirevolutie van 1830 vertrok Lodewijk Filips vanuit het paleis naar het Hôtel de Ville om er tot koning te worden uitgeroepen. Later, in 1848 werd diezelfde Lodewijk Filips door de Februarirevolutie verdreven, waarbij het paleis geplunderd werd.
Onder het bewind van Napoleon III werd het Palais-Royal bewoond door prins Jérôme, de jongste broer van Napoleon I. Na zijn overlijden in 1860 bleef zijn zoon prins Napoleon er wonen.
In mei 1871, tijdens de Commune van Parijs, werd het paleis in brand gestoken, maar de brand kon tijdig worden geblust om een totale vernietiging te voorkomen. Nadat de schade hersteld was, vestigde de Franse Raad van State zich in 1875 in het gebouw.
Na de oprichting van de Vijfde Republiek werd in 1959 de nieuwe Grondwettelijke Raad in een vleugel van het gebouw onderbracht. Een andere vleugel werd de zetel van het toen pas opgerichte Ministerie van Cultuur.
In 1985 besliste de toenmalige minister van Cultuur Jack Lang om in het volledige binnenhof van het paleis, dat tot dan toe als parkeerplaats werd gebruikt, een monumentaal beeldhouwwerk aan te brengen. Het werd Les Deux Plateaux van Daniel Buren (bekend als "les colonnes de Buren"), een geheel van 260 afgekapte zuilen, die over de 3000 m² grote binnenplaats verspreid zijn. Het moderne werk zorgde voor veel ophef, omdat velen vonden dat het niet paste met het classicistische gebouw.

Palais-Royal, Paris: 1. Ministère de la Culture - 2. Conseil constitutionnel - 3. Conseil d'État - 4. Comédie-Française - 5. Théâtre éphémère - 6. Colonnes de Buren - 7. Théâtre du Palais-Royal